# Bárka-díj
A Bárka-díj egy irodalmi díj, amit 2000-ben alapított a békéscsabai Bárka irodalmi folyóirat Békés Megye Önkormányzata, Békéscsaba Megyei Jogú Város Önkormányzata és a Nemzeti Kulturális Alapprogram támogatásával. A Bárka-díj minden év végén kerül kiosztásra a szerkesztőség javaslatai alapján azon a laphoz hosszabb ideje kötődő szerzők között, akik az adott évben is jelentős publikációval, publikációkkal gazdagították a folyóiratot és olvasóit. A pénzjutalmat 2002-től Kiss György szobrász- és éremművész kisplasztikája egészíti ki.

## Díjazottak
- 2000: Berniczky Éva, Erdész Ádám, Szilágyi Márton, Tandori Dezső
- 2001: Németh Zoltán, F. Papp Endre, Podmaniczky Szilárd, Újházy László
- 2002: Szilágyi András, Szilágyi Zsófia, Zalán Tibor
- 2003: Grendel Lajos, Nagy Gáspár, Szepesi Attila, Varró Dániel
- 2004: Kiss László, Körmendi Lajos, Vámos Miklós
- 2005: Nagy Mihály Tibor, Tarján Tamás
- 2006: Balogh Tamás, Magyari Barna[1]
- 2007: Banner Zoltán, Bogdán László[2]
- 2008: Tőzsér Árpád, Darvasi Ferenc[3]
- 2009: Csehy Zoltán, Hartay Csaba, Iancu Laura[4]
- 2010: Becsy András, Tóth Krisztina[5]
- 2011: Fekete Vince, Kiss Judit Ágnes[6]
- 2012: Bedecs László, Géczi János, Fecske Csaba[7]
- 2013: Egressy Zoltán, Markó Béla[8]
- 2014: Ménesi Gábor, Vári Fábián László[9]
- 2015: Halmai Tamás, Orbán János Dénes[10]
- 2016: Acsai Roland, Kolozsi Orsolya, Szil Ágnes[11]
- 2017: Garaczi László, Pécsi Györgyi[12]
- 2018: Grecsó Krisztián, Szabó T. Anna[13]
- 2019: Darvasi László, Szálinger Balázs[14]
- 2023: Fried István, Háy János[15]